# 双极磁性半导体
双极磁性半导体（英語：Bipolar Magnetic Semiconductors，BMS) 是一类特殊的磁性半导体材料。它具有独特的电子能带结构，其电子能带结构的价带顶和导带底是100%自旋极化的，且价带顶和导带底的自旋极化方向相反。双极磁性半导体具有三个特征能隙：价带内的自旋翻转能隙Δ1，半导体带隙Δ2和导带内的自旋翻转能隙Δ3。它被认为是继半金属铁磁材料和自旋无隙半导体材料之后，第三类重要的自旋电子学材料 ，相关综述性文章请参考文献 。

## 性质和潜在应用
自旋一般只能通过磁场来调控，这使自旋器件微型化和集成化难以实现，而用电场调控则可解决此矛盾。因此，如何实现利用电场调控电子的自旋，是自旋电子学面临的关键科学问题之一。双极磁性半导体就是为解决此问题而提出的。此类材料的独特之处在于其价带顶与导带底具有相反的自旋极化方向，因而可通过调节费米能级的位置(例如施加门电压(VG)），使其提供不同自旋取向的电子：VG=0时，材料表现为本征半导体性质；VG < 0时，费米能级 (EF) 向下移动到价带的自旋翻转能隙Δ1内，此时材料的载流子为100% 自旋上极化的；VG > 0时，费米能级 (EF) 向上移动到导带的自旋翻转能隙Δ3内，此时材料的载流子变为100% 自旋下极化的。通过这种方式，双极磁性半导体的载流子自旋方向可简单地通过改变施加门电压的正负极性来直接进行调控。这一方法突破了用磁场调控自旋的传统模式，为发展新型电场调控的自旋电子学器件提供了一种全新的思路。基于双极磁性半导体，可以构筑双极场效应自旋滤通器和自旋阀，也可以应用于对超导体的纠缠电子对进行电学探测和分离。

## 材料发展
目前，基于第一性原理计算，已经有一系列双极磁性半导体材料被预测出来，例如MnPSe3 纳米片, Heusler合金 FeVXSi (X = Ti, Zr), 双钙钛矿A2CrOsO6 (A=Ca, Sr, Ba) 和 基于DPP分子的金属有机片层    。 然而，对这些材料的制备、在实验上实现对自旋的电学操控仍然是一个挑战，有待于实验和理论学家进一步的努力。